# UFC Fight Night: Shogun vs. Sonnen
UFC Fight Night: Shogun vs. Sonnen (também conhecido como UFC Fight Night 26) é um evento de artes marciais mistas promovido pelo Ultimate Fighting Championship, foi realizado em 17 de agosto de 2013 no TD Garden em Boston, Massachusetts.

## Background
Foi divulgado um poster para esse evento com Chael Sonnen e Wanderlei Silva, indicando que eles se enfrentariam no evento, após muitas provocações. Mas a luta não se concretizou.
Chael Sonnen e Maurício Shogun eram esperados para se enfrentarem em 15 de Junho de 2013 no UFC 161, porém um problema com o visto adiou a luta, e agora o combate acontecerá nesse evento.
Nick Ring era esperado para enfrentar Uriah Hall no evento, porém uma lesão o tirou do evento e seu substituto foi Josh Samman. Porém, Samman também se lesionou e foi substituído pelo lutador que retorna ao UFC John Howard.
Akira Corassani era esperado para enfrentar Mike Brown no evento, porém uma lesão o tirou do evento. Para seu lugar foi chamado Steven Siler para enfrentar Brown.
Thiago Alves era esperado para enfrentar Matt Brown no evento, porém uma lesão tirou Alves do evento e seu substituto foi Mike Pyle.
Andy Ogle era esperado para enfrentar Conor McGregor no evento, porém, uma lesão o tirou do evento e foi substituído por Max Holloway.

## Bônus da noite
Os lutadores receberam US$50.000.
- Luta da Noite (Fight of the Night):  Michael McDonald vs.  Brad Pickett
- Nocaute da Noite (Knockout of the Night):  Travis Browne e  Matt Brown
- Finalização da Noite (Submission of the Night):  Michael McDonald e  Chael Sonnen